# Americká ženská hokejová reprezentace do 18 let
Americká ženská hokejová reprezentace do 18 let je výběrem nejlepších hráček ledního hokeje Spojených států amerických v této věkové kategorii. Od roku 2008 se účastní mistrovství světa žen do 18 let. V letech 2008, 2009, 2011, 2015, 2016, 2017, 2018 a 2024 americká ženská osmnáctka získala zlato.

## Účast namistrovství světa
| MS   | Místo konání                | Umístění         |
| ---- | --------------------------- | ---------------- |
| 2008 | Kanada (Alberta, Calgary)   | Zlatá medaile    |
| 2009 | Německo (Füssen)            | Zlatá medaile    |
| 2010 | USA (Chicago)               | Stříbrná medaile |
| 2011 | Švédsko (Stockholm)         | Zlatá medaile    |
| 2012 | Česko (Zlín, Přerov)        | Stříbrná medaile |
| 2013 | Finsko (Heinola, Vierumäki) | Stříbrná medaile |
| 2014 | Maďarsko (Budapešť)         | Stříbrná medaile |
| 2015 | USA (Buffalo)               | Zlatá medaile    |
| 2016 | Kanada (St. Catharines)     | Zlatá medaile    |
| 2017 | Česko (Zlín, Přerov)        | Zlatá medaile    |
| 2018 | Rusko (Dmitrov)             | Zlatá medaile    |
| 2019 | Japonsko (Obihiro)          | Stříbrná medaile |
| 2020 | Slovensko (Bratislava)      | Zlatá medaile    |
| 2022 | USA (Madison, Middleton)    | Stříbrná medaile |
| 2023 | Švédsko (Östersund)         | Bronzová medaile |
| 2024 | Švýcarsko (Zug)             | Zlatá medaile    |